# Diplôme d'études supérieures spécialisées (Québec)
Pour les diplômes français et suisse, voir Diplôme d'études supérieures spécialisées.
Le diplôme d'études supérieures spécialisées (DESS) est un diplôme d'études supérieures de second cycle délivré par une université québécoise.
Les dénominations anglophones du D.E.S.S. sont différentes selon la province : Diploma (graduate level), Advanced Diploma ou Post-Graduate Diploma.
Au Québec, le diplôme d’études supérieures spécialisées (D.E.S.S.) permet d’acquérir les fondements d’une spécialisation dans un domaine d’études particulier. Il comporte généralement une dimension de mise en pratique des connaissances théoriques acquises, avec la réalisation d’un stage ou la rédaction d’un travail dirigé. L'admission à un D.E.S.S. nécessite au préalable un diplôme de premier cycle universitaire tel qu'un baccalauréat. Parfois, une expérience professionnelle dans le domaine est requise. Le D.E.S.S. est composé de 30 crédits et se complète en un an minimum. Le D.E.S.S. peut, à certaines conditions, mener à l’admission à un programme de maîtrise.